# Joe Hisaishi
Joe Hisaishi (opr. Mamoru Fujisawa) (født 6. december 1950 i Nagano, Japan) er en japansk komponist, dirigent, violinist og pianist.
Hisaishi studerede i sin tidlige ungdom violin hos privatlærere, men blev grebet af kompositionen gennem sin store interesse for filmmusik. Han studerede senere komposition på Kunitachi Musikkonservatorium, og efter endt uddannelse begyndte han at leve som freelance komponist, og specialiserede sig i begyndelsen indenfor den minimalistiske kompositions stil. Hisaishi har skrevet 2 symfonier, orkesterværker, kammermusik, klavermusik. tvmusik, computerspilsmusik, og især filmmusik som han nok er mest kendt for. Han har dirigeret mange af sine egne Soundtracks, og har vundet den japanske "Academy Award" syv gange (1992, 1993, 1994, 1999, 2000, 2009, 2011) for sin filmmusik. Hisaishi har skrevet musik til over 100 film, som han selv har dirigeret til ved indspilningen af musikken.

## Udvalgte værker
- Kammersymfoni (nr. 1) (2009) - for kammerorkester
- Østlands Symfoni (nr. 2) (2017) - for sopran og stort orkester
- Klaver historier (1988-2008) - for klaver
- En scene ved søen (1991) - filmmusik
- Børn vender tilbage (1996) - filmmusik
- Hana-bi (1997) - filmmusik
- Blomster og ild (1997) - filmmusik
- Kikujiro (1999) - filmmusik
- Chihiro og heksene (2001) - filmmusik
- Bror og dukker (2002) - filmmusik